# Kostel svatého Michala (Rýmařov)
Kostel svatého Michala v Rýmařově se nachází v okrese Bruntál. Filiální kostel náleží k Diecézi ostravsko-opavské, Děkanát Bruntál, Římskokatolická farnost Rýmařov. Kostel se nachází na Školním náměstí v nadmořské výšce 605 m n. m. v severní části historického jádra.
Kostel byl zapsán do státního seznamu před rokem 1988.

## Historie
Kostel byl založen v druhé polovině 13. století se vznikem města Rýmařov. Původní stavba byla dřevěná, ve 14. století (1351–1360) už zděná. Kostel byl upravován v 15. století po válečných škodách. V 16. století byl kostel užíván protestanty . V letech 1559 a 1561 postihly kostel požáry. V roce 1609 kostel opět vyhořel a následně byla provedena přestavba v renezančním slohu. V roce 1625 byla zahájena rekatolizace v Rýmařově, ukončena byla v roce 1628. Další požár poškodil kostel v roce 1668. Kostel byl přestavěn, věž byla zastřešena jehlancovou střechou, pořízen nový interiér z velké části věnován hrabětem Harrachem. V roce 1681 byl svatý Michal ustanoven patronem města a byl mu zasvěcen kostel. Poslední velký požár byl v roce 1790, který zpustošil celé město, ale škody na kostele byly oproti dřívějším menší. Kostel byl opět obnoven s úpravami v duchu klasicizmu a historizujících slohů. Tyto úpravy byly dokončeny v roce 1818. V kostele se nachází hrobka člena rodiny Hoffmanů z Grünbüchlu.
V letech 1999–2000 byl kostel celkově rekonstruován.

## Architektura
Orientovaná trojlodní zděná stavba podélného půdorysu s pětibokým závěrem. Závěr podepřen opěrnými pilíři mezi pilíři vysoká okna se zalomeným obloukem. Sakristie na severní straně kněžiště je pravoúhlá s oratoří v patře. Osově v západním průčelí přisazena hranolová věž ukončená helmou s lucernou a cibulí krytá plechem. Střecha kostela sedlová krytá břidlicí, sanktusník zakončen cibulí. Původní gotické jádro se znaky historizujícího slohu.

## Interiér
Kněžiště zaklenuto valenou klenbou s výsečemi. Štuková žebra v ose klenby a po stranách kápí se sbíhají do dvou kruhových svorníků. Žebra dosedají na štukové konzoly zdobené hlavičkami andílků a ornamentálním dekorem. Klenba trojlodí síňového typu je křížová s pilíři s hlavicemi, ze kterých vybíhají štukové pasy. Kruchta je dřevěná visutá s vybíhajícími bočními rameny (ve tvaru U). Z původního interiéru se dochovaly tribuny, oltář a Růžencová kaple.

### Růžencová kaple
Prostá barokní kaple byla postavena na evangelijní straně kostela v roce 1688. Je obdélníkového půdorysu s dřevěnou oratoří a malovaným parapetem, kterou podpírají dřevěné pilíře. Obrazy Růžencové kaple v roce 1725 maloval Jan Kryštof Handke (1694–1774). Oltář kaple zdobí jeho obraz s Pannou Marií, sv. Dominikem a sv. Kateřinou Sienskou. Také obraz sv. Jana Nepomuckého na pravé straně kaple je jeho dílem. Růžencová kaple přečkala bez poškození požár v roce 1790.

## Zvony
Při požáru 27. května 1668 se následkem žáru roztavily tři kostelní zvony. Z jejich zbytků byl slit nový zvon v roce 1668 o průměru 105 cm.
Zvon Panny Marie o průměru 87 cm byl ulit v roce 1668 lotrinským zvonařem Štěpánem Mollotem. V době první světové války byl 8. září 1916 rekvírován.
Zvon z roku 1680 byl přelit v 1690 a znovu 1699 olomouckým zvonařem Pavlem Reimerem (?–1695) na nový o průměru 72 cm.
Sanktusníkový zvon z roku 1689 o průměru 49 cm byl ulit olomouckým zvonařem Pavlem Reimerem (?–1695). V době první světové války byl rekvírován 19. října 1916.
V roce 1923 byl ulit zvon sv. Josef o průměru 60 cm ve zvonařství Richard Herold z Chomutova, byl přemístěn z kostela sv. Martina v Jiříkově, kde je zmiňován ještě v roce 1945. Nese nápisy: ITE AD JOSEP. SUMPTIBUS JOSEPH ALT, JOSEPH POLLZER / ALOISIAE TOMANTKE. GEGOSSEN VON RICHARD HEROLD / IN KOMOTAU 1923.

## Osobnosti
- Jan František Pabst byl farářem, který se zasloužil o obnovu kostela po velkém požáru v roce 1668. Byl odpůrcem čarodějnických procesů. Aktivně se zasazoval za zastavení procesů žádostmi u biskupa Karla z Liechtenštejna. Nakonec byl sám obviněn a byl nucen z Rýmařova utéci na jižní Moravu.[3]
- Matouš L. E. Schmidt bal farář, autor popisu města Rýmařov, kostela a zobrazení města na vedutě z roku 1693. Za jeho působení byl ustanoven v roce 1681 olomouckým biskupem Karlem z Liechtenštejna svatý Michal patronem města Rýmařov a také mu byl zasvěcen kostel.
- ThDr. František Vaňák (1916–1991) byl administrátorem a farářem v Rýmařově a ve Staré Vsi. Od roku 1989 byl administrátorem olomoucké diecéze s titulem biskupa. Papež Jan Pavel II. jej v roce 1989 ustanovil arcibiskupem a metropolitou moravským.

## Galerie

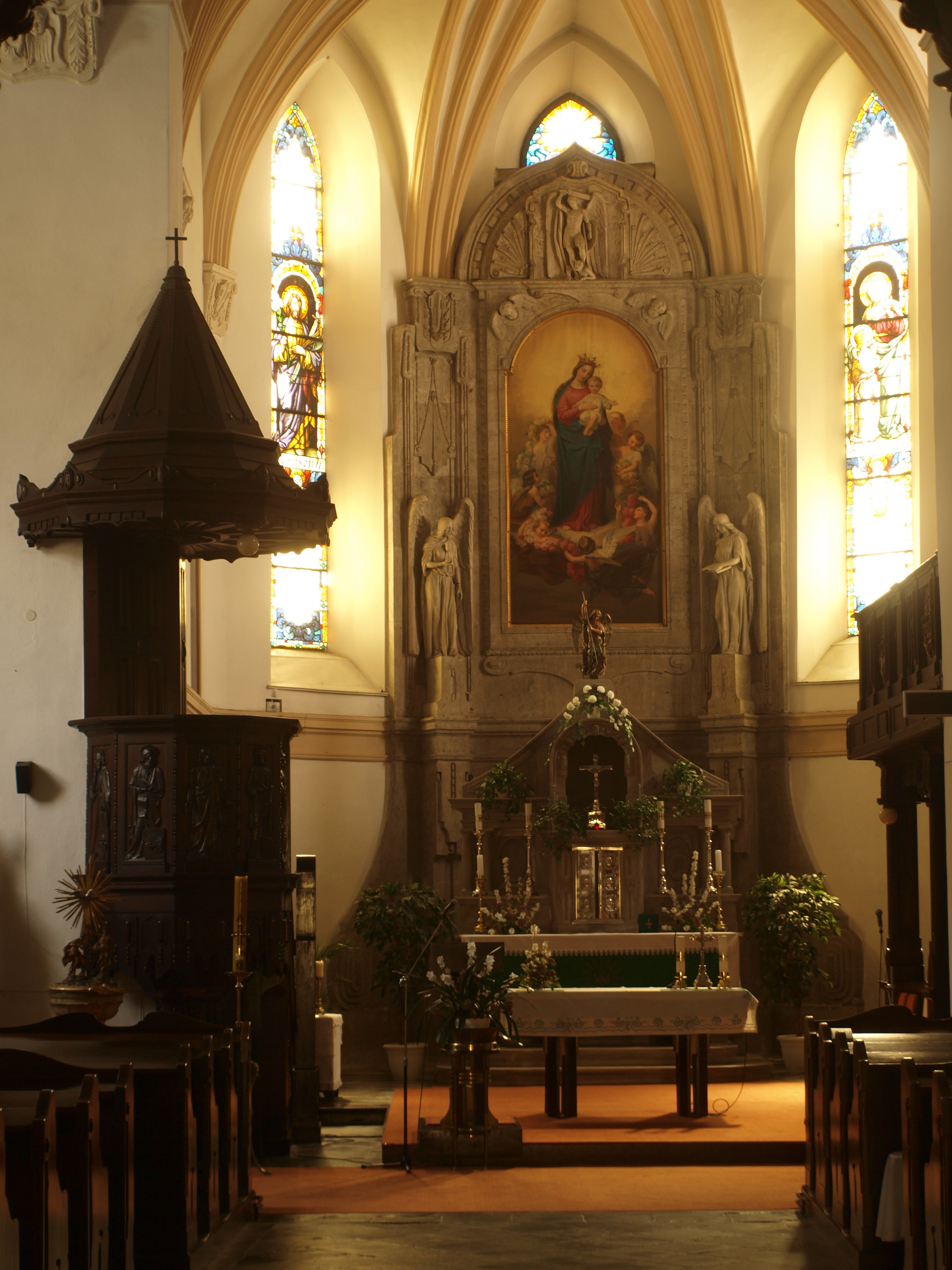
Hlavní oltář
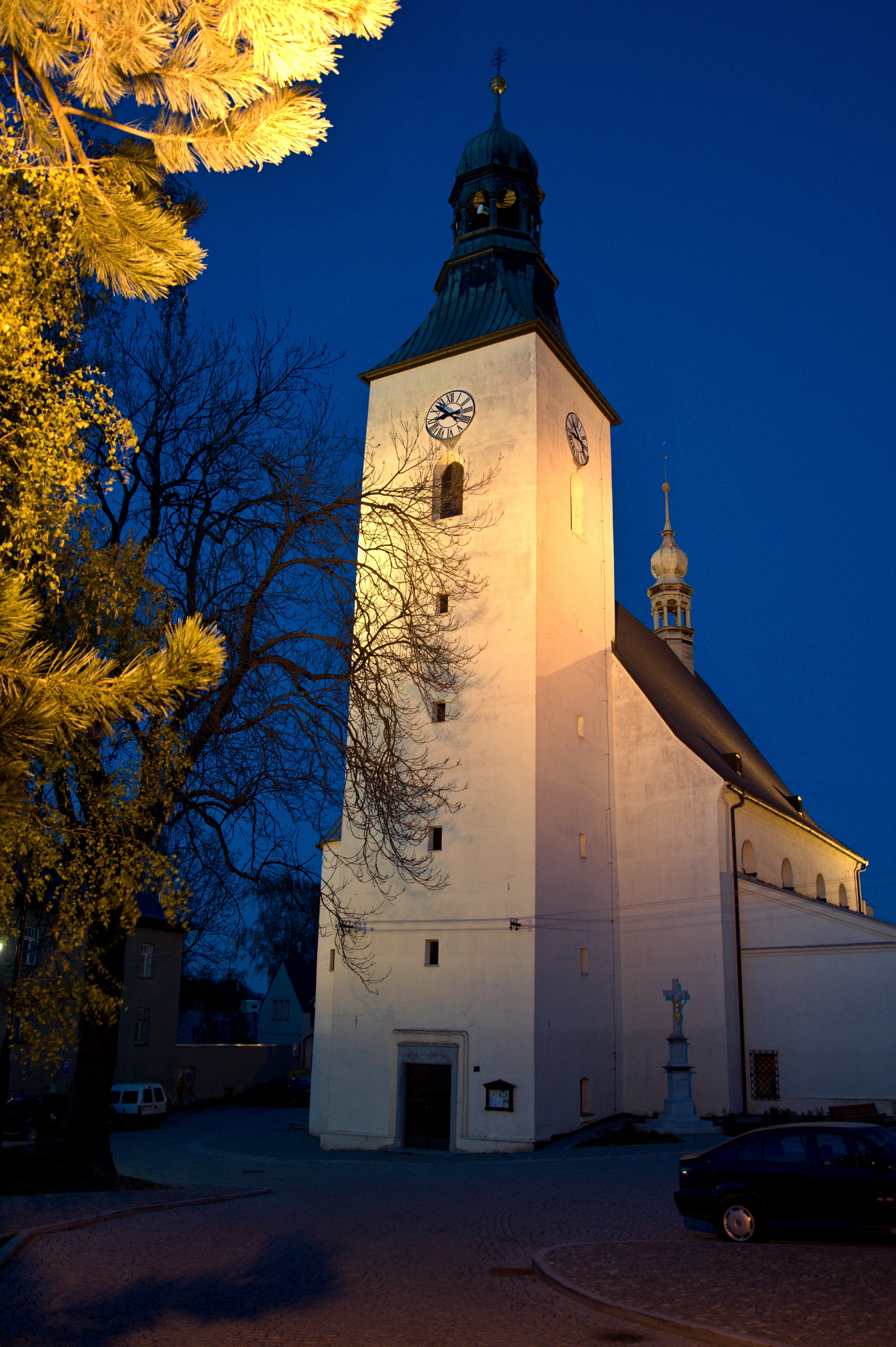
Věž
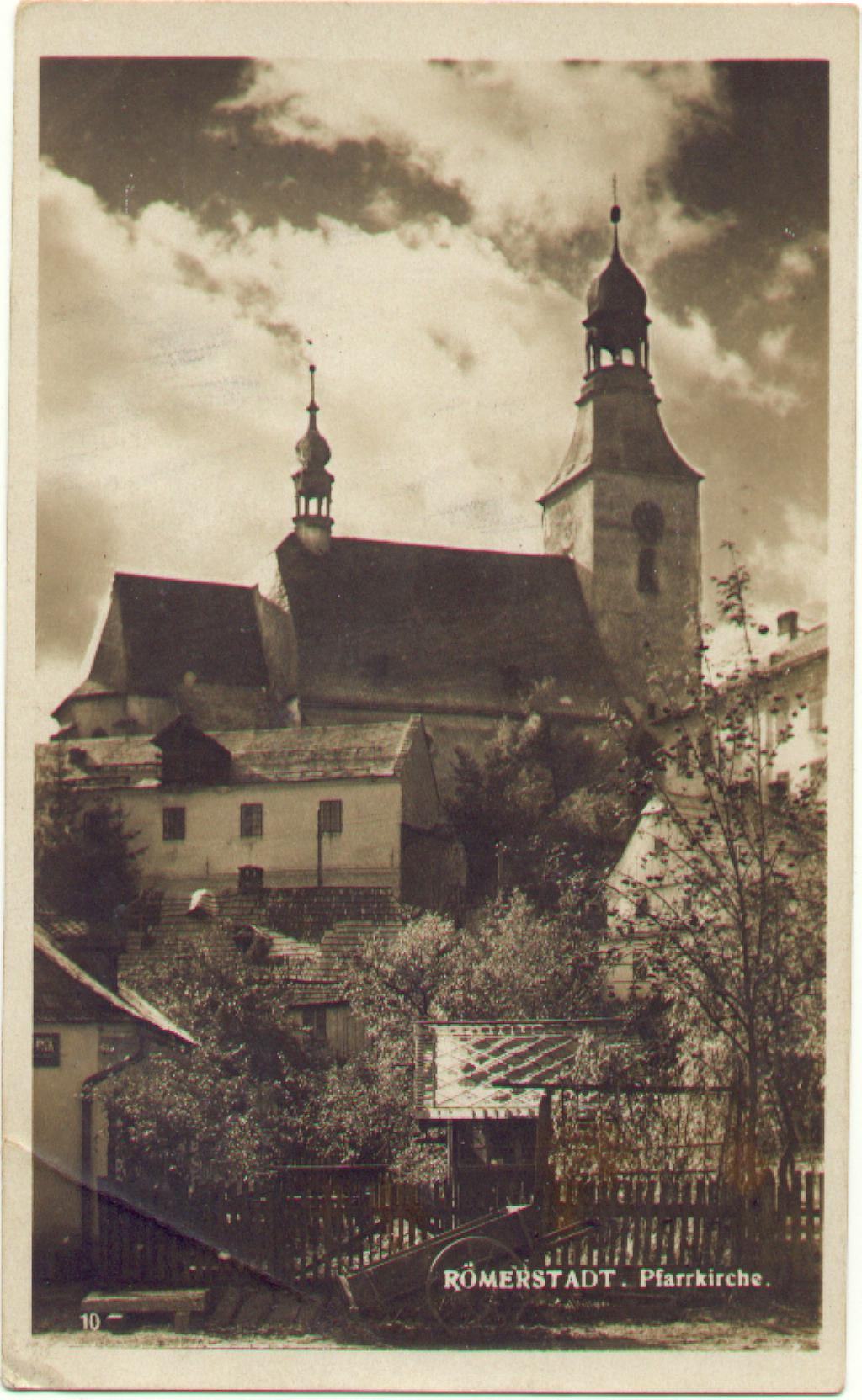
Dobová pohlednice
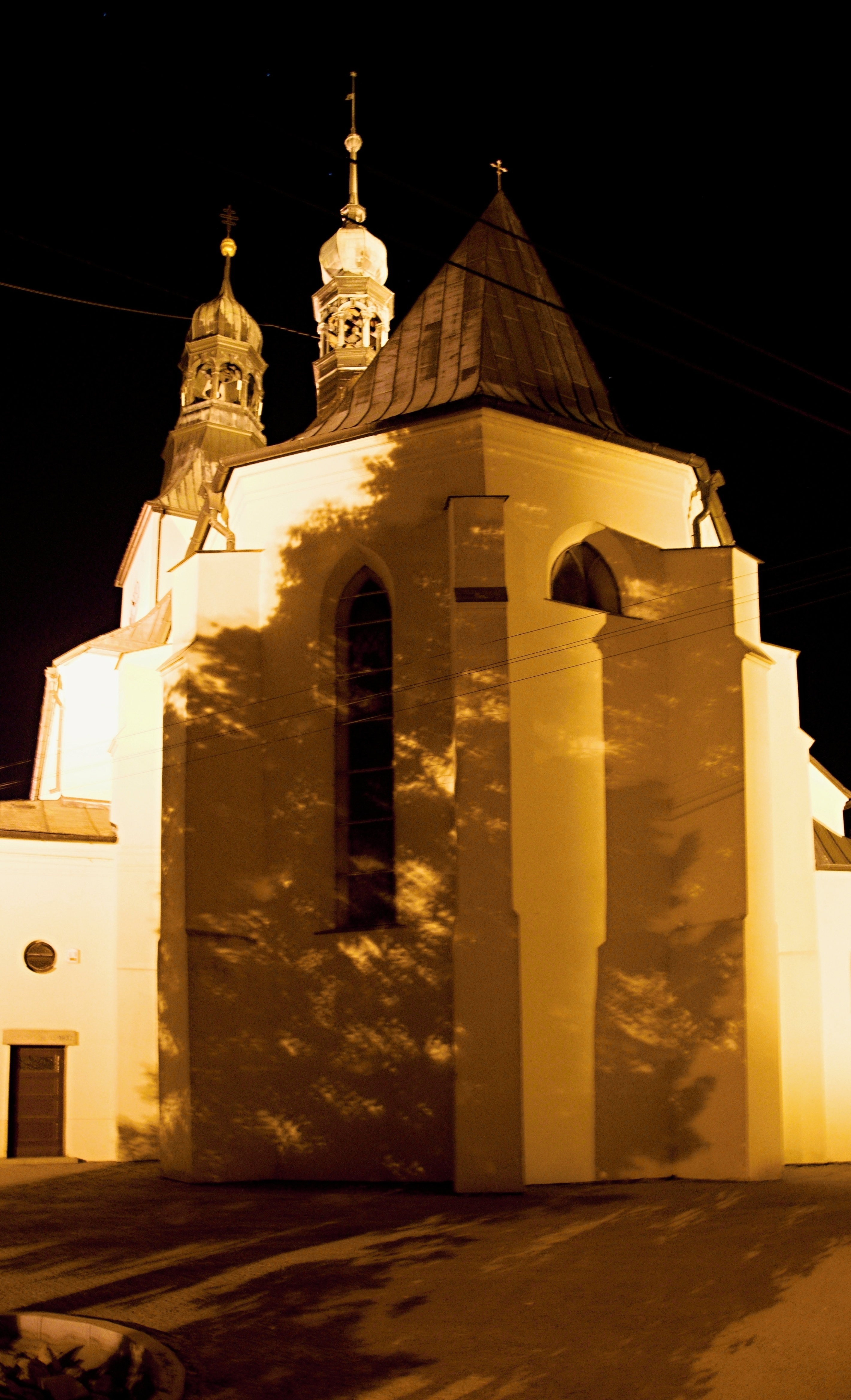
Závěr s opěrnými pilíři
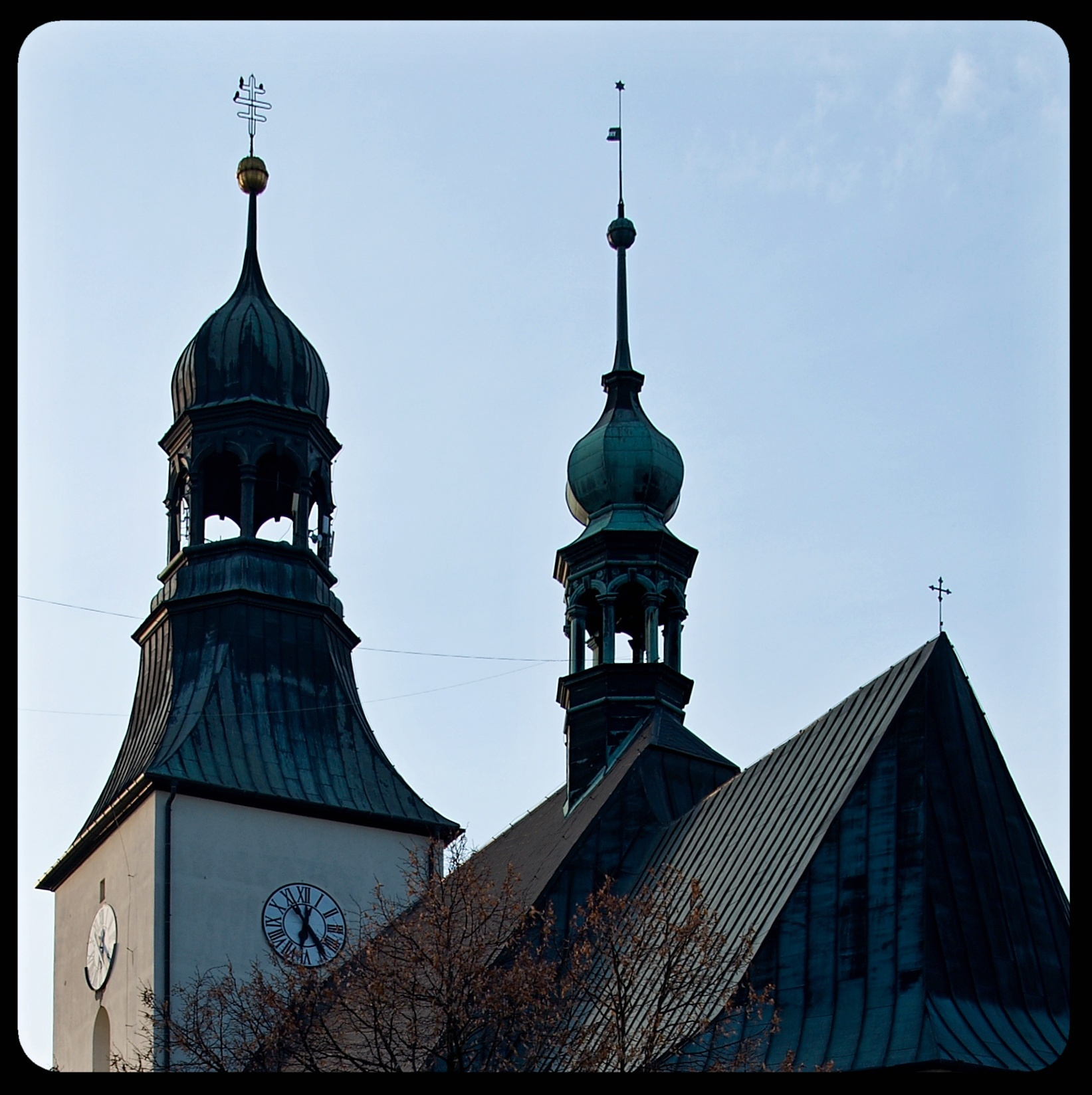
Střecha se sanktusníkem